# 염
염(鹽, 영어: salt)은 산의 음이온과 염기의 양이온이 정전기적 인력으로 결합한 이온성 화합물을 말한다. 주로 중성을 띠는 물질이 많으나 산이나 염기를 띠는 물질도 있다. 흔히 염화 나트륨을 주성분으로 하는 소금 결정도 염에 해당한다.

## 구분
- 산성염: 수소가 포함된 산에서 수소양이온의 일부만이 다른 금속이온으로 치환된 염으로 수소 이온이 포함된 염이다. (pH < 7 인 상태의 화합물)
- 염기성염: 수산화물이 포함된 염으로 대부분 불용성이다. (pH > 7 인 상태의 화합물)
- 정염: 어떤 산과 염기에서의 수산화이온과 수소이온이 완전히 다른 이온으로 치환되어 있는 염으로, 중성염이라고도 한다. (pH = 7 인 상태의 화합물)

그러나 이름과 달리 산성염이라고 해서 염의 수용액이 반드시 산성이라는 것은 아니다. 실제로 염이 수용액에서 어떤 성질을 띠는지는 염이 가수분해될 때 어떤 액상이 되는지가 중요하다. 염이 가수분해될 때 어떤 산과 염기의 염인지에 따라 다른 액상을 띠게 된다. 염의 액상은 다음과 같다.
- 강산-강염기: 가수분해시 액성은 염의 종류와 일치
- 강산-약염기: 가수분해시 염의 종류와 관계없이 무조건 산성
- 약산-강염기: 가수분해시 염의 종류와 관계없이 무조건 염기성
- 약산-약염기: 가수분해시 액성은 염의 종류와 일치

(다만 일부 경우에는 예외적인 상황이 발생할 수 있다.)

## 염의 종류
| 양이온＼음이온 | NO3-     | Cl-   | S2-     | SO42-     | CO32-     | 물에 대한 용해성 |
| -------------- | -------- | ----- | ------- | --------- | --------- | ---------------- |
| Na+            | NaNO3    | NaCl  | Na2S    | Na2SO4    | Na2CO3    | 잘 녹음          |
| K+             | KNO3     | KCl   | K2S     | K2SO4     | K2CO3     | 잘 녹음          |
| NH4+           | NH4NO3   | NH4Cl | (NH4)2S | (NH4)2SO4 | (NH4)2CO3 | 잘 녹음          |
| Mg2+           | Mg(NO3)2 | MgCl2 | MgS     | MgSO4     | MgCO3     | 잘 녹지 않음     |
| Ba2+           | Ba(NO3)2 | BaCl2 | BaS     | BaSO4     | BaCO3     | 잘 녹지 않음     |
| Ca2+           | Ca(NO3)2 | CaCl2 | CaS     | CaSO4     | CaCO3     | 잘 녹지 않음     |
| Pb2+           | Pb(NO3)2 | PbCl2 | PbS     | PbSO4     | PbCO3     | 잘 녹지 않음     |
| Ag+            | AgNO3    | AgCl  | Ag2S    | Ag2SO4    | Ag2CO3    | 잘 녹지 않음     |

## 앙금
염 중에서도 난용성 또는 불용성 염을 앙금이라고도 하며 서로 다른 전해질 수용액을 섞을 때 양이온과 음이온이 강하게 결합하여 물에 녹지 않는 앙금을 생성하는 반응을 앙금 생성 반응이라 한다. 수용액에서 일어나는 반응의 예는 다음과 같다.
염화 이온과 은 이온이 포함된 수용액을 반응시키면 염화 은 앙금이 생성된다.
Cl− + Ag+ → AgCl ↓(흰색 앙금)
바륨 이온과 황산 이온을 반응시키면 황산 바륨 앙금이 생성된다.
Ba2+ + SO42− → BaSO4 ↓(흰색 앙금)

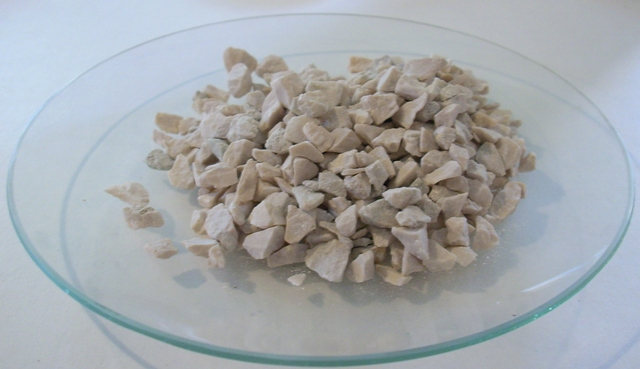
탄산 칼슘

칼슘 이온과 탄산 이온을 반응시키면 탄산 칼슘 앙금이 생성된다.
Ca2+ + CO32− → CaCO3 ↓(흰색 앙금)
아이오딘화 이온과 납 이온을 반응시키면 아이오딘화 납 앙금이 생성된다.
2I- + Pb2+ → PbI2 ↓(노란색 앙금)
황화 이온과 구리 이온을 반응시키면 황화 구리 앙금이 생성된다.
S2− + Cu2+ → CuS ↓(검은색 앙금)
•앙금을 생성하는 이온과 앙금
1. AgCl, Agl
- 검출하려는 양이온 : Ag+ 일 때
- 검출하려는 음이온 : Cl−, I−일 때
- 앙금(색깔): AgCl(흰색), AgI(노란색)

2. CaCO3, CaSO4
- 검출하려는 양이온: Ca2+일 때
- 검출하려는 음이온: CO32−, SO42−일 때
- 앙금(색깔): CaCO3(흰색), CaSO4(흰색)

## 같이 보기
- 소금